# ラッセル・ウェストブルック
ラッセル・ウェストブルック3世（Russell Westbrook III, 1988年11月12日 - ）は、アメリカ合衆国・カリフォルニア州ロングビーチ出身のプロバスケットボール選手。NBAのデンバー・ナゲッツに所属している。ポジションはポイントガード。愛称は「Russ（ラス）」、「Mr.triple double（ミスタートリプルダブル）」。
これまでに1回のNBAシーズンMVP、9回のNBAオールスターとオールNBAチームの選出、2年連続オールスターゲームMVPを受賞。2014-15シーズンと2016-17シーズンにはリーグ得点王に輝いた。2016-17シーズンにおいては1962年のオスカー・ロバートソンに続いてNBA史上2人目となる、シーズン平均トリプル・ダブルを達成。また、シーズン平均トリプル・ダブルでのシーズンMVPの受賞はNBA史上初の快挙となった。2020-21シーズンには通算4回目のシーズン平均トリプル・ダブルを達成し、2021年5月10日にオスカー・ロバートソンの通算トリプル・ダブル181回を抜いて歴代1位となった。

## 学生時代
地元カリフォルニア州のレウジンガー高等学校を卒業後、名門校のカリフォルニア大学ロサンゼルス校（ブルーインズ）に進学する。1年目の2006-07シーズンは36試合に出場するものの、平均わずか9.0分で3.4得点、0.7アシストの成績だった。2年目の2007-08シーズンには先発ガードのダレン・コリソンが負傷欠場したことにより、チャンスを得たウェストブルックは大きく成績を伸ばし、12.3得点、4.3アシストを記録。コリソンが復帰して以降は先発シューティングガードとして出場した。このシーズンにはPac-10の最優秀守備選手賞に選ばれ、また通算1318分出場はUCLAのシーズン記録となった。ウェストブルック、コリソン、ケビン・ラブを中心としたUCLAはNCAAトーナメントを勝ち抜き、ウェストブルックはスウィート16では14得点、11リバウンドで自身初となるダブル・ダブルを達成し、ファイナル4では22得点を記録したが、チームはF敗退した。2008年のNBAドラフトにアーリーエントリーすることを表明した。

## NBAキャリア

### オクラホマシティ・サンダー
2008年のNBAドラフトにて1巡目全体4位でシアトル・スーパーソニックスから指名された。チームメイトだったケビン・ラブはメンフィス・グリズリーズから全体5位指名を受けた後、ミネソタ・ティンバーウルブズに交渉権が移り、そのままウルブズと契約している。ソニックスはこのオフにオクラホマシティに移転したため、オクラホマシティ・サンダーの選手として始まった。背番号の「0」はオルデン・ポリニス以来、球団で2人目だった。
プレドラフトキャンプ時の身体データ
| ウイングスパン | ジャンプ力 | スプリント | ベンチプレス |
| -------------- | ---------- | ---------- | ------------ |
| 203cm          | 92.7cm     | 3.08秒     | 12回         |

※スプリントはコート3/4（約21m）走。ベンチプレスは約84kg。

#### 2008-09シーズン
2008-09シーズン、開幕からアール・ワトソンの控えとして出場していたが、11月末から先発に定着した。2009年3月2日のダラス・マーベリックス戦、17得点、10リバウンド、10アシストで、20歳110日の若さ（当時歴代4位）でトリプル・ダブルを記録、サンダー（旧シアトル・スーパーソニックス）の新人としてはアート・ハリス、ゲイリー・ペイトンに続く3人目であった。このシーズンは全82試合（先発65試合）に平均32.5分の出場で、15.3得点、4.9リバウンド、5.3アシスト、1.3スティールなどを記録した。新人王の投票ではデリック・ローズ（ブルズ）、O・J・メイヨ（グリズリーズ）、ブルック・ロペス（ネッツ）に次ぐ4位で、オールルーキー1stチームに選ばれた。

#### 2009-10シーズン

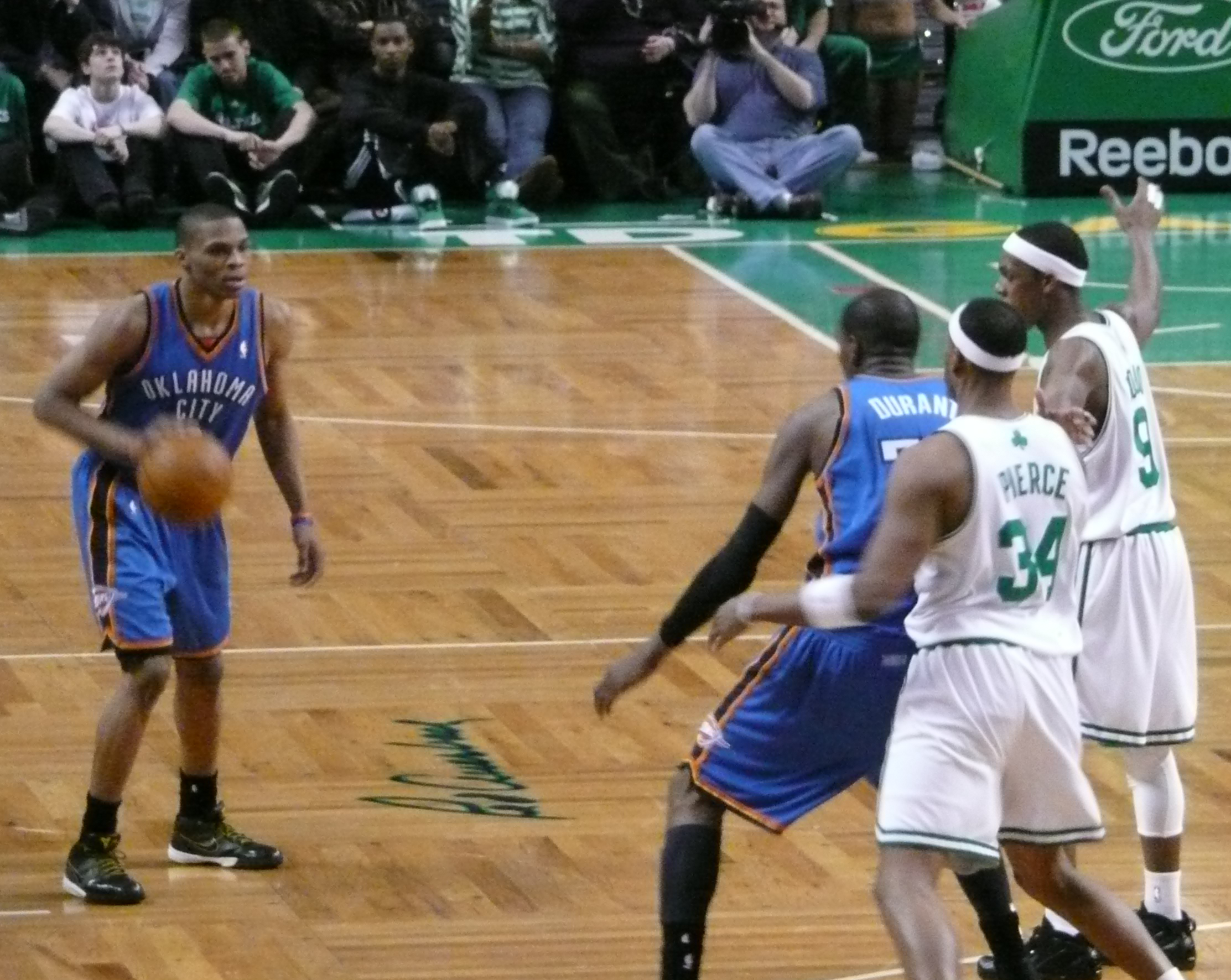
ウェストブルック（左）と当時チームメイトのケビン・デュラント。（2010年）

2009-10シーズン、全82試合に平均34.3分の出場で、16.1得点、4.9リバウンド、8.0アシスト、1.3スティールなどを記録した。チームは過去3シーズンで31勝、20勝、23勝と苦しんでいたが、このシーズンは50勝を記録し、プレーオフに進出した。2020年にウェストブルックが移籍するまで45勝を下回ることはなかった。

#### 2010-11シーズン

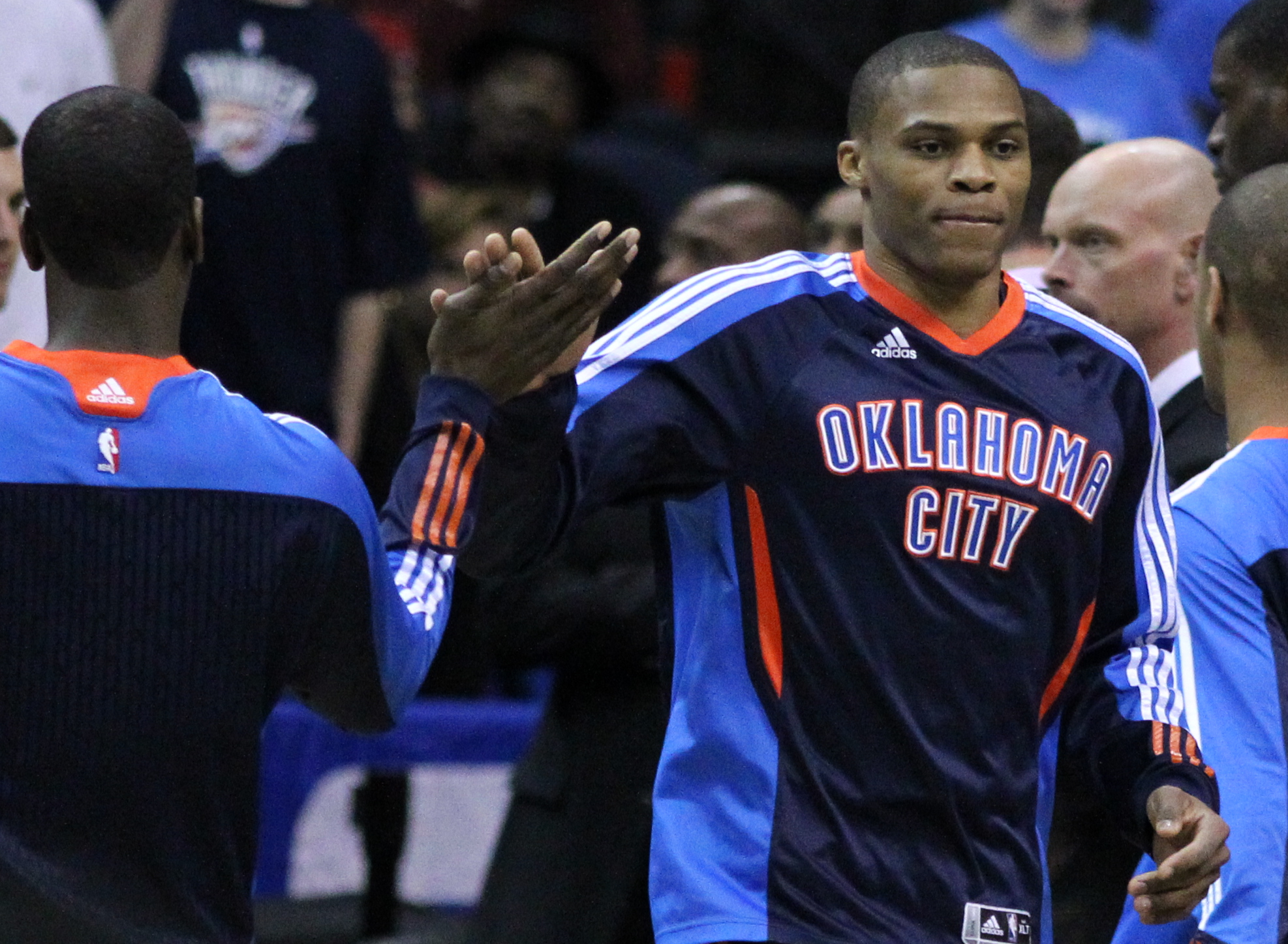
2011年のウェストブルック

2010-11シーズン、2010年11月26日のインディアナ・ペイサーズ戦で自身初の40得点以上となる43得点を記録した。このシーズンは全82試合に平均34.7分の出場で、21.9得点、4.6リバウンド、8.2アシスト、1.9スティールなどを記録し、3年目で初めて平均20得点を超えた。NBAオールスターゲームに初めて選出され、オールNBAセカンドチームにも選出された。

#### 2011-12シーズン
2011-12シーズン、2012年4月25日のデンバー・ナゲッツ戦で30得点、6リバウンド、9アシスト、3スティール、4ブロックのファイブ・ファイブズに近い成績を残した。このシーズンはロックアウト明けの全66試合に平均35.3分の出場で、23.6得点（5位）、4.6リバウンド、5.5アシスト、1.7スティールなどを記録した。自身初の2012年のNBAファイナルでは、5試合で27.0得点、6.4リバウンド、6.6アシストなどを記録し、エースのケビン・デュラントらと奮闘したが、レブロン・ジェームズ、ドウェイン・ウェイドなどを擁するマイアミ・ヒートに1勝4敗で敗退した。ベンチ出場からシーズン平均16.8得点を記録したジェームズ・ハーデンはこのシーズン限りでヒューストン・ロケッツへ移籍した。

#### 2012-13シーズン
2012-13シーズン、全82試合に平均34.9分の出場で、23.2得点（6位）、5.2リバウンド、7.4アシスト、1.8スティールなどを記録した。プレーオフ1回戦のヒューストン・ロケッツ戦で右膝を負傷、手術してシーズン終了した。

#### 2013-14シーズン
2013-14シーズン、前シーズンのプレーオフで右膝を負傷した影響で、シーズン中に2度同じ右膝を手術した。このシーズンは46試合に平均30.7分の出場に留まり、21.8得点、5.7リバウンド、6.9アシスト、1.9スティールなどを記録した。新人センターのスティーブン・アダムズが終盤から先発に定着し、長く一緒にプレーすることになる。この年のサンダーはウェスタンカンファレンスファイナルまで進出したが、後にチャンピオンとなるサンアントニオ・スパーズに2勝4敗で敗退となってしまう。

#### 2014-15シーズン
2014-15シーズン、開幕戦で右手の指を骨折し、手術して約1カ月離脱した。エースのケビン・デュラントを多くの試合で欠く中、2015年4月12日のインディアナ・ペイサーズ戦、自身初の50得点以上となる54得点を記録した。このシーズンは67試合に平均34.4分の出場で、28.1得点、7.3リバウンド、8.6アシスト（4位）、2.1スティール（2位）などを記録し、自身初の得点王を獲得した。

#### 2015-16シーズン

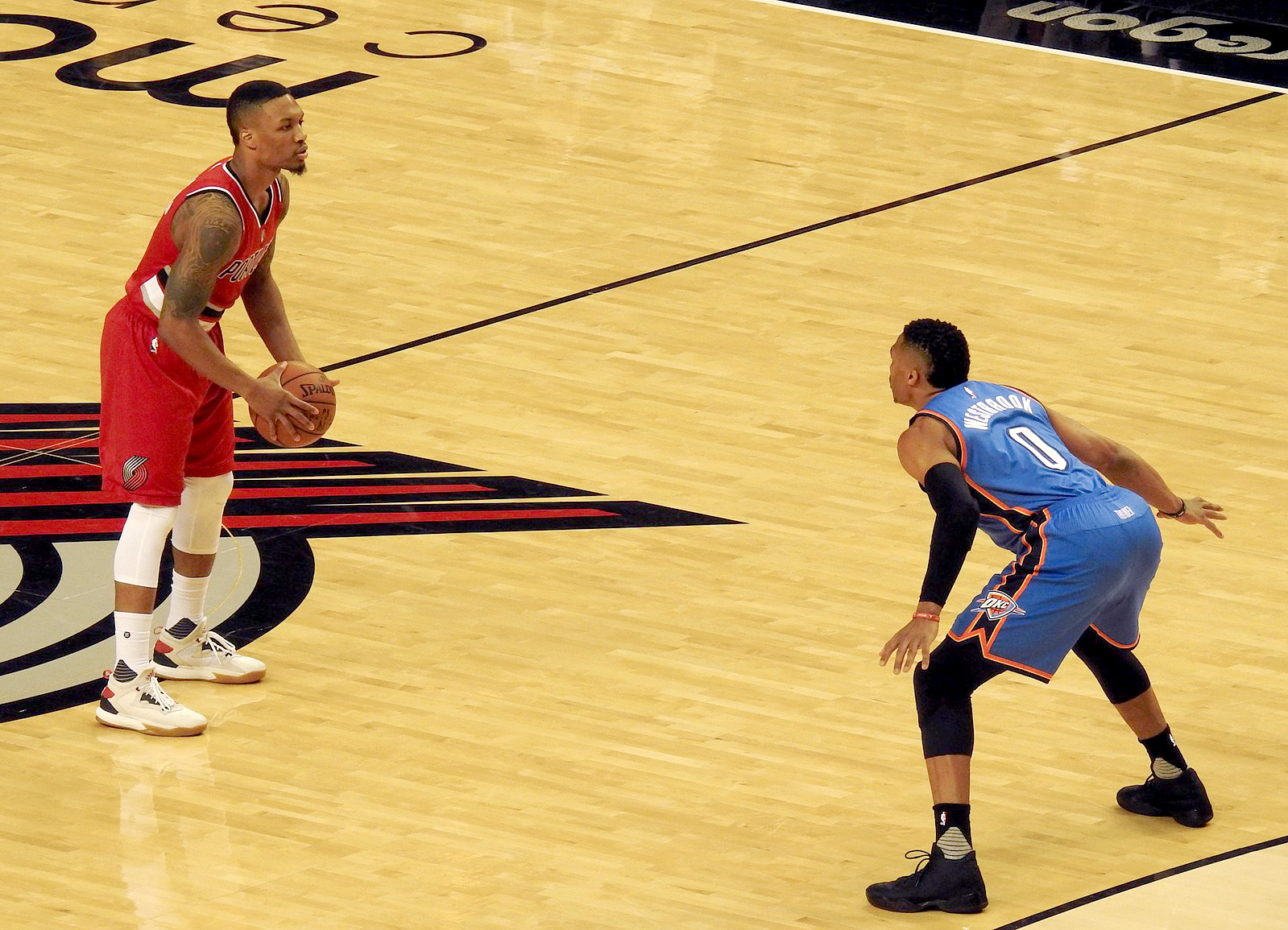
デイミアン・リラードをディフェンスするウェストブルック。（2016年1月）

2015-16シーズン、このシーズンは80試合に平均34.4分の出場で、23.5得点（8位）、7.8リバウンド、10.4アシスト（2位）、2.0スティールなどを記録し、自身初となるオールNBAファーストチームに選出された。プレイオフでは、レギュラーシーズン73勝9敗歴代最多勝記録を打ち立てたウォリアーズ相手に3勝1敗で王手をかけたものの、そこからまさかの3連敗でシリーズ敗退となってしまう。このシーズン限りでケビン・デュラントはゴールデンステート・ウォリアーズへ移籍した。

#### 2016-17シーズン

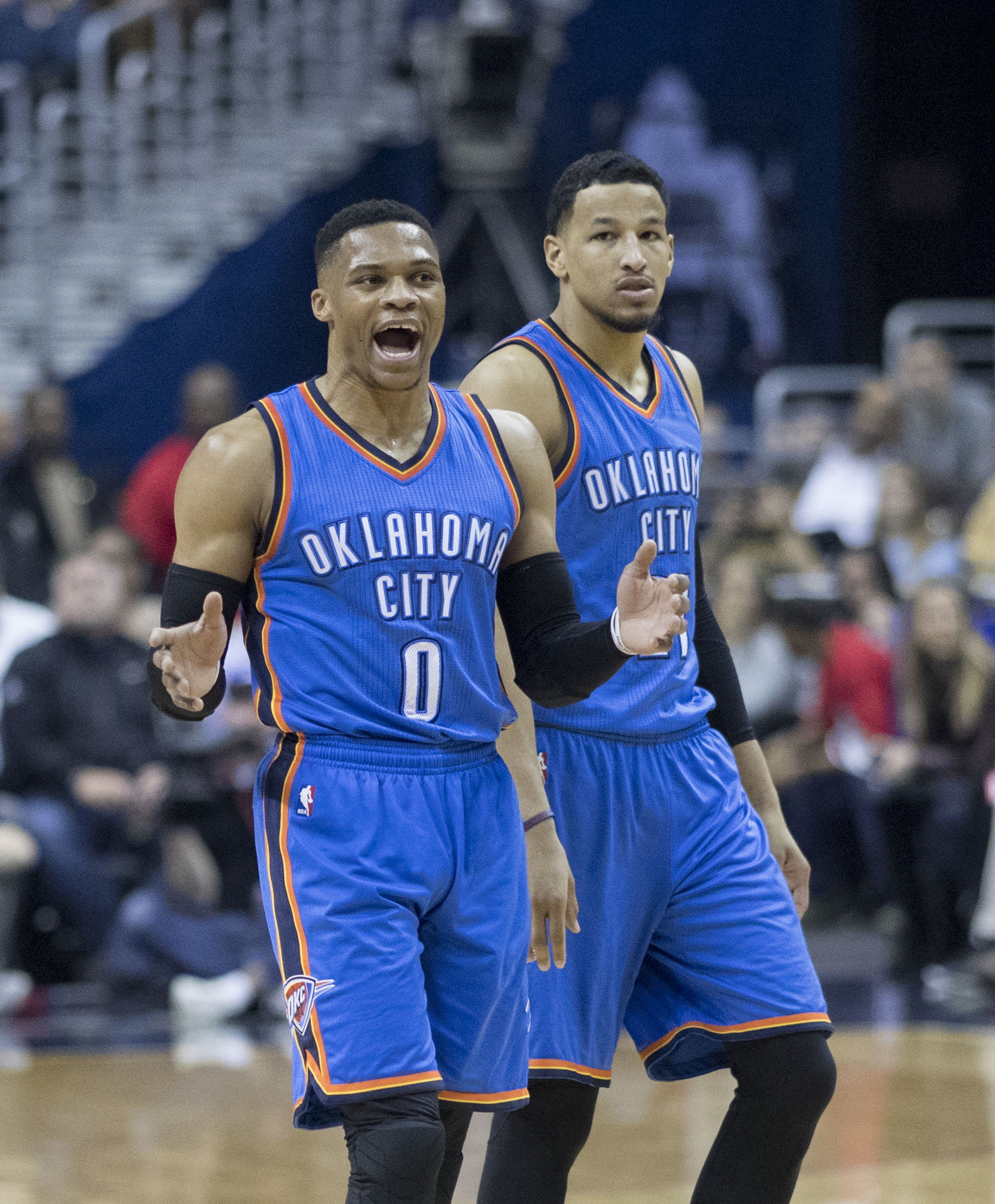
アンドレ・ロバーソンとウェストブルック

2016-17シーズン開始前にデュラントが移籍したのに続いて、ウェストブルックの契約も2017年に切れるためトレードの噂が周りで渦巻くようになった。サンダーはウェストブルックを残留させることを決意し、契約延長を行うためにすべてのトレード交渉を延期させ説得をした。そして、2016年8月4日にサンダーと3年総額8,570万ドルの延長に合意した。10月28日のシーズン開幕から2試合目のフェニックス・サンズ戦にて、51得点、13リバウンド、10アシストを記録し、自身38回目のトリプル・ダブルを達成した。また、50得点以上でのトリプル・ダブルの達成は1975年のカリーム・アブドゥル＝ジャバー以来となった。2日後のロサンゼルス・レイカーズ戦では33得点、12リバウンド、16アシストを記録し、オスカー・ロバートソン、マジック・ジョンソン、ジェリー・ルーカスに続いて4人目となるシーズン開幕から3試合で2回のトリプル・ダブルを達成した選手となった。2017年3月7日のポートランド・トレイルブレイザーズ戦でキャリアハイとなる58得点を含む3リバウンド、9アシスト、3スティール、1ブロックを記録したが、チームは121-126で惜敗した。

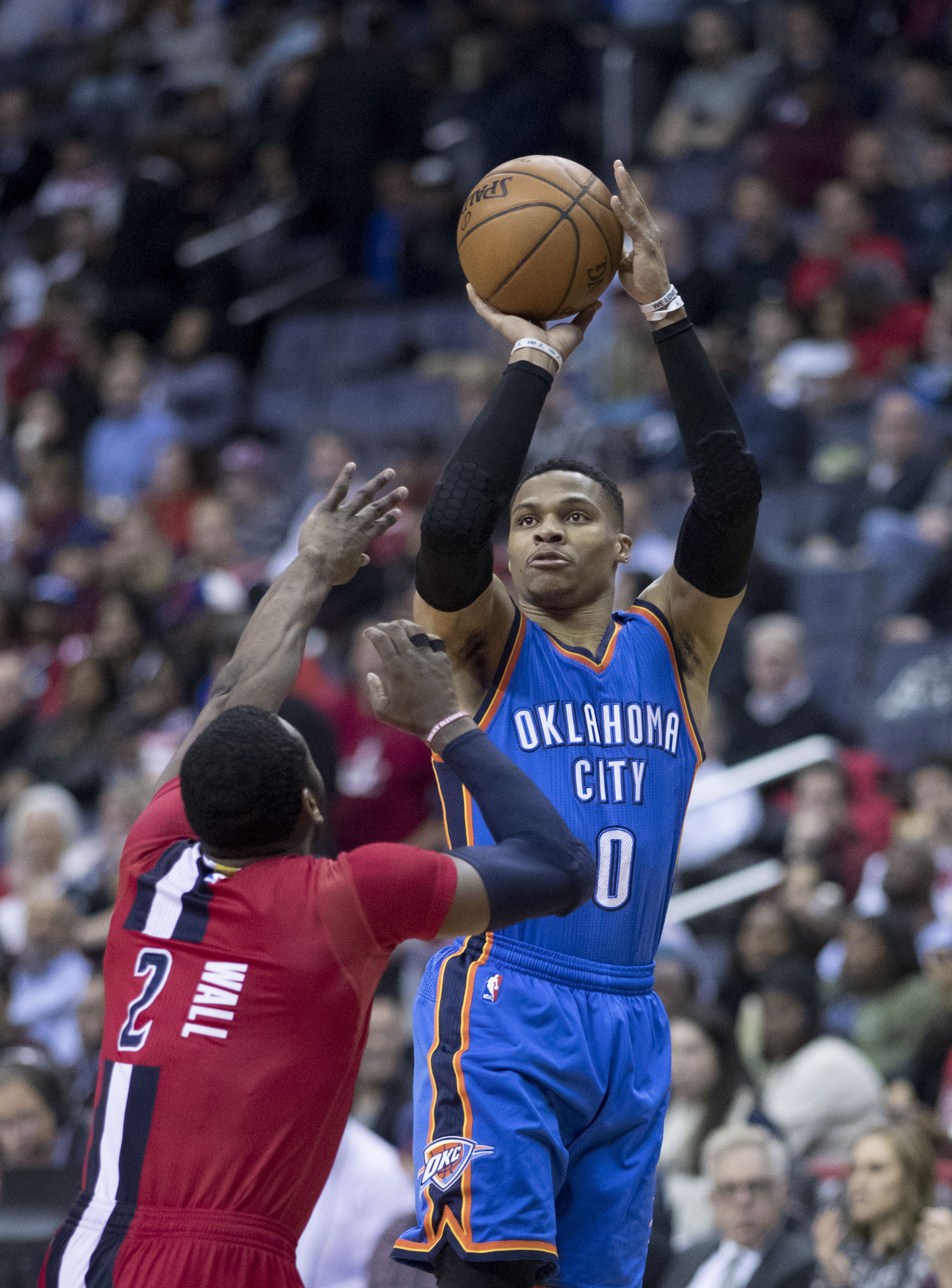
ジョン・ウォールに対しショットを試みるウェストブルック

プレーオフ1回戦のヒューストン・ロケッツ戦、プレーオフで自身初の50得点以上となる51得点、10リバウンド、13アシストを記録し、NBAプレーオフで50得点以上のトリプル・ダブルを達成した史上初の選手となった。5試合で平均37.4得点、11.8リバウンド、10.8アシスト、2.4スティールという好成績を残したものの、敗退した。このシーズンは81試合に平均34.6分の出場で、31.6得点、10.7リバウンド、10.4アシスト（3位）、1.6スティールなどを記録し、オスカー・ロバートソン以来約55年ぶりとなるシーズン平均トリプル・ダブルを達成した。2度目の得点王、2度目のオールNBAファーストチームに加え、ジェームズ・ハーデンやカワイ・レナードらを抑えて自身初となるシーズンMVPを受賞した。1982年のモーゼス・マローン以来となる、50勝未満のチームから受賞者となった。また、このシーズンにウェストブルックは、歴代最多となるシーズン通算42回のトリプル・ダブルを記録した（従来の最多はロバートソンの41回）。

#### 2017-18シーズン
2017-18シーズン開幕前の2017年9月29日にサンダーと2022-23シーズンまでの5年総額2億500万ドルのスーパーマックス契約を結び、残っていた契約と合わせて総額はNBA史上最高額の6年総額2億3300万ドルとなった（従来の最高はジェームズ・ハーデンの2億2800万ドル）。また、ポール・ジョージがサンダーに加入した。2018年3月13日のアトランタ・ホークス戦で32得点、12リバウンド、12アシストを記録、NBA史上4人目となる通算100度目のトリプル・ダブルを記録した。4月11日のメンフィス・グリズリーズとのシーズン最終戦、16リバウンド以上ならばシーズン平均トリプルダブルに届くところ、当時キャリアハイとなる20リバウンドを記録し、2年連続でシーズン平均トリプル・ダブルを達成した。このシーズンは80試合に平均36.4分の出場で、25.4得点（7位）、10.1リバウンド、10.3アシスト、1.8スティールなどを記録した。自身初のアシスト王を獲得した。フリースローの試投間にスリーポイントラインを出てはならないという新しいルールが始まり、自身のルーティンが禁止になったことが一因で成功率が前シーズンより10%以上低下してしまった。

#### 2018-19シーズン
2018-19シーズン、開幕前の9月に右膝を手術したため、開幕に間に合わなかった。11月5日の試合で左足首を捻挫して、6試合に欠場した。2019年1月10日のサンアントニオ・スパーズ戦でキャリアハイとなる24アシストを含む24得点、13リバウンド、2スティールを記録したが、チームはダブルオーバータイムの末に147-154で敗れた。2019年4月2日のロサンゼルス・レイカーズ戦で20得点、20リバウンド、21アシストを記録し、ウィルト・チェンバレン以来約51年ぶり史上2人目となるダブル・トリプル・ダブルを達成した。このシーズンは73試合に平均36.0分の出場で、22.9得点、11.1リバウンド、10.7アシスト、1.9スティールなどを記録した。2年連続でアシスト王を獲得した。トリプルダブルは5年連続1位となる34回記録した。

### ヒューストン・ロケッツ

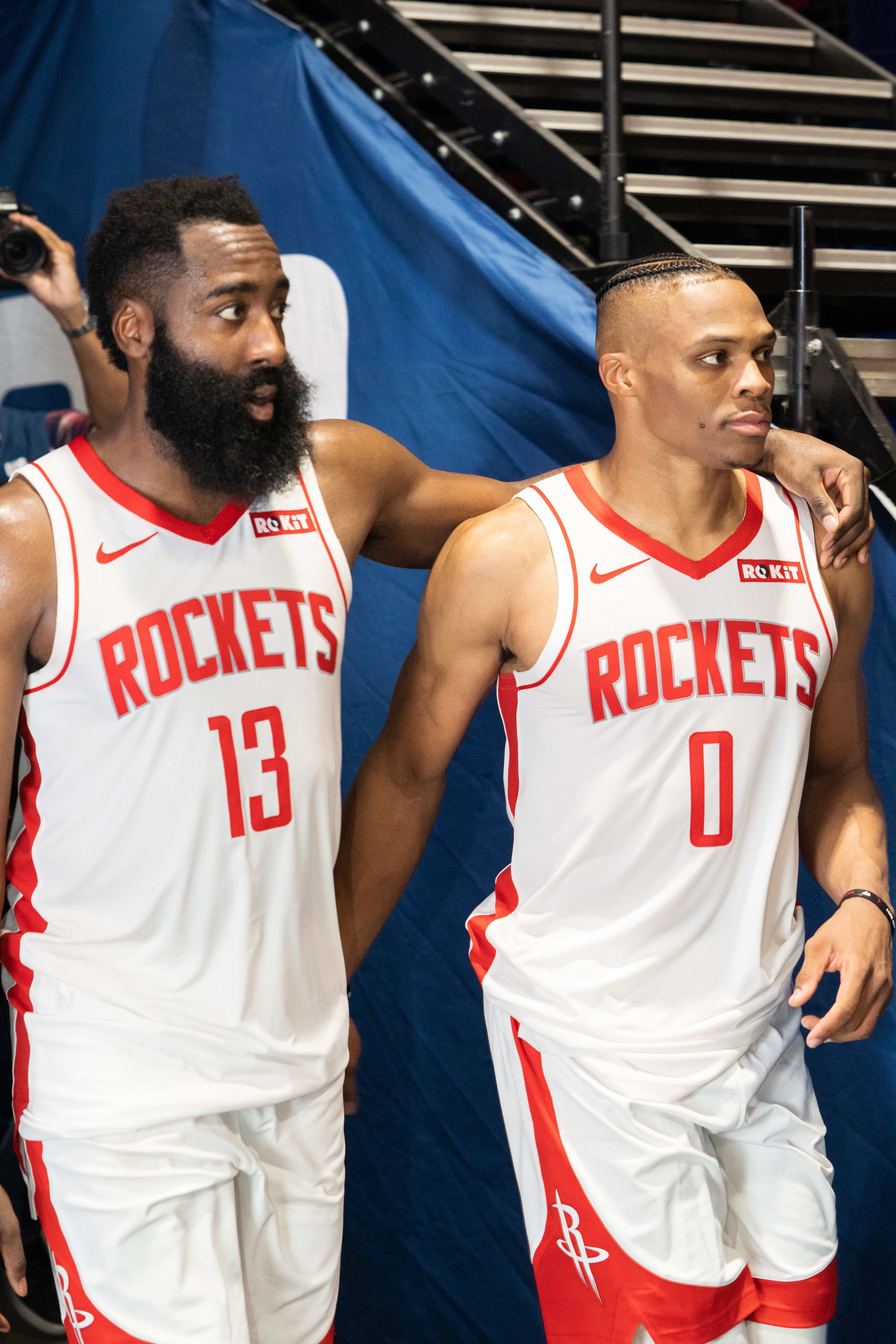
サンダー時代のチームメイトであるジェームズ・ハーデン（左）とウェストブルック

2019-20シーズン開幕前の2019年7月11日にポール・ジョージをロサンゼルス・クリッパーズに放出したことでチームが再建状態に入ったため、クリス・ポールなどとのトレードでヒューストン・ロケッツへ移籍した。8シーズンぶりにジェームズ・ハーデンとタッグを組むことになった。背番号は引き続き「0」となったが、ロケッツではアーロン・ブルックスの他に複数シーズンでこの番号を着用した選手はいなかった。2020年2月6日のロサンゼルス・レイカーズ戦で史上46人目となる通算2万得点を達成。6000リバウンド・7000アシストも記録している選手としては史上3人目となった。移籍後初となる古巣本拠地のチェサピーク・エナジー・アリーナで行われたサンダー戦では試合前にサンダー時代の功績を称える映像が流れ、サンダーファンから大歓声で迎えられた。試合には敗れたものの34得点を記録した。このシーズンはボールを長く保持するハーデンと共にプレーしたため、3年間続いていたシーズン平均トリプル・ダブルが途切れた。

### ワシントン・ウィザーズ
2019-20シーズンオフの2020年12月2日にジョン・ウォールと2023年のドラフト1巡目指名権（プロテクト付き）とのトレードで、ワシントン・ウィザーズへ移籍した。12月23日のフィラデルフィア・76ers戦でウィザーズデビューを果たして21得点、11リバウンド、15アシストを記録した。なお、チームデビュー戦でトリプル・ダブルを達成したのは、エルフリッド・ペイトン、ルイス・ロイド、ジョンシュ・マテ、ネイト・サーモンド、オスカー・ロバートソンに次いでNBA史上6人目であった。
2021年3月30日のインディアナ・ペイサーズ戦で1988年のマジック・ジョンソン以来となる、35得点、当時シーズンハイとなる21アシスト、14リバウンドを記録し、30-10-20のトリプル・ダブルを達成した。5月3日のインディアナ・ペイサーズ戦でキャリアハイとなる21リバウンドを含む14得点、24アシスト、1スティール、1ブロックを記録し、チームは154-141で勝利した。同月11日のアトランタ・ホークス戦でオスカー・ロバートソンの181回を抜いて通算トリプル・ダブル数歴代1位となった。このシーズンは2年ぶりとなる平均トリプルダブルを達成し、3度目のアシスト王を受賞した。

### ロサンゼルス・レイカーズ

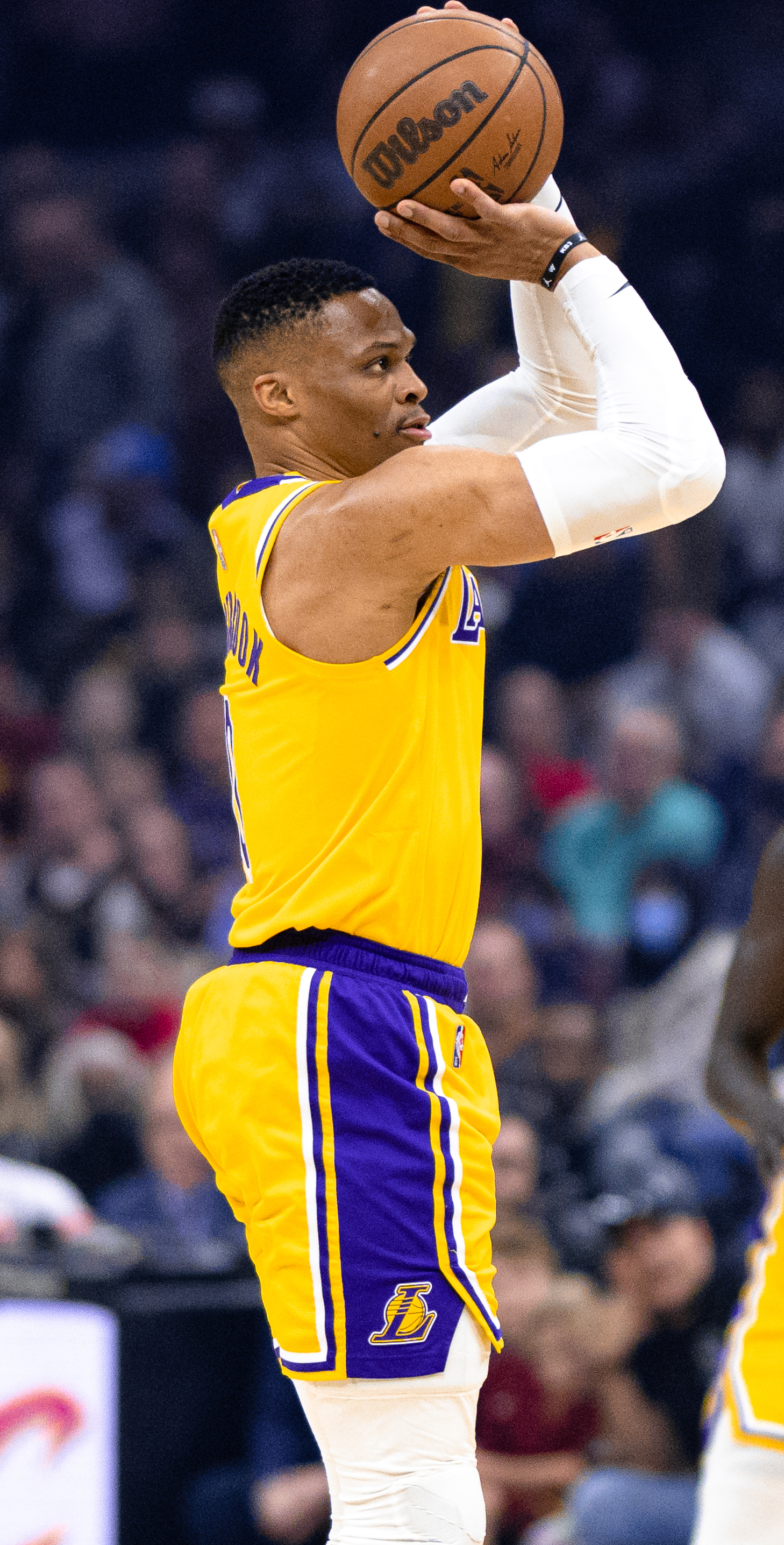
ショットを試みるウェストブルック
（2022年）

2021年8月6日に5チームが絡む大型トレードでロサンゼルス・レイカーズへ移籍した。しかし、レブロン・ジェームズやアンソニー・デイビスなどとの連係が噛み合わず、12月には早くもトレードの噂が浮上した。レブロンやデイビスとは最後まで噛み合わず、このシーズンはプレーオフ出場を逃した。オフに4700万ドルのプレイヤーオプションを行使して残留した。
2022-23シーズン途中からシックスマンとして起用された。

### ロサンゼルス・クリッパーズ
2023年2月9日に3チームが絡むトレードでユタ・ジャズへ移籍したが、同月20日にジャズから解雇された。その後、22日にロサンゼルス・クリッパーズとの契約に合意した。オフにクリッパーズとの2年総額800万ドルの再契約に合意した。
2023-24シーズンの序盤、チームが低調であったことから自らHCにベンチスタートを申し出て、シックスマンとして起用されるようになると、チームの成績が大きく向上した。2024年2月2日のデトロイト・ピストンズ戦で23得点を記録し、NBA史上25人目となる通算2万5000得点を達成した。9000アシスト・8000リバウンドも記録している選手としては、レブロン・ジェームズに次いで史上2人目である。しかし、3月1日のワシントン・ウィザーズとの対戦で左手を負傷し、離脱することとなった。

### デンバー・ナゲッツ
2024年7月19日にクリス・ダンとのトレードで、ドラフト2巡目指名交換権と共にユタ・ジャズへ放出されたが、翌日にジャズから解雇された。同月26日にデンバー・ナゲッツとの1年総額680万ドルの契約に合意した。
11月19日のメンフィス・グリズリーズ戦でベンチ出場ながら12得点、10リバウンド、14アシストを記録して通算200度目のトリプル・ダブルを達成し、チームは122-120で辛勝した。12月30日のユタ・ジャズ戦で自身201度目のトリプル・ダブルとなる16得点（フィールドゴール成功率100%）、10リバウンド、10アシスト、0ターンオーバーを記録し、チームは132-121で勝利した。なお、FG成功率100%・0ターンオーバーでトリプル・ダブルを達成したのは、ニコラ・ヨキッチ、ドマンタス・サボニスに次いでNBA史上3人目であった。
2025年1月10日のブルックリン・ネッツ戦でチームメイトのニコラ・ヨキッチと共にトリプル・ダブルを達成し、1シーズンに複数回の同時トリプル・ダブルを達成したNBA史上初のデュオとなった。3月15日のワシントン・ウィザーズ戦で22得点、11アシストを記録し、NBA史上21人目となる通算26000得点を達成した。なお、ポイントガードの選手が通算26000得点を達成したのは、オスカー・ロバートソンに次いでNBA史上2人目であった。

## プレースタイル
身長191cmとNBAのポイントガードとしては平均的だが非常に恵まれた身体能力を持ち、相手を置き去りにするスピード・自分より大きな選手の上からダンクを叩き込むパワーとジャンプ力を持つ。
素早いドライブからの得点率は高く、そこから空いた味方にパスを出す視野とパススキルもあり止めるのは非常に困難でクラッチタイムにも強い。。
反面、3ポイントシュート成功率は年々下降しており、キャリア通算でも平均を下回る。フリースローの成功率は、2016-17シーズンまでの9年間で約82%だったが、2017-18シーズン以降では約70%となっている。この成功率が低下したのは、毎回スリーポイントラインから出るルーティーンが禁止されたことが一因である。
また、ショットセレクションの悪さやターンオーバーの多さが長年の課題とされている。

## 人物
- 2015年8月29日に大学時代からの恋人ニーナと結婚した。
- 2017年5月16日、妻ニーナとの間に第一子となる息子ノアが誕生した。

### エピソード
- 座右の銘は「Why not?（なぜやらない?）」[64]、これは彼のソーシャルメディアなどでもたびたび使用されている。
- ウェストブルックが試合中に付けているラバーブレスレットには、それぞれ「Why not?」、そして「KB3（亡くなった親友のイニシャル）」が刻まれている。
- 2011年3月に起きた東日本大震災に対して、ラマーカス・オルドリッジ、マーク・ガソル、パウ・ガソル、アル・ホーフォード、デリック・ローズとともに3月25日から27日に記録した1得点につき1000ドルを義捐金として寄付した[65]。

## 個人成績

### NBA

#### レギュラーシーズン
| シーズン     | チーム       | GP   | GS   | MPG  | FG%  | 3P%  | FT%  | RPG  | APG  | SPG | BPG | PPG  |
| ------------ | ------------ | ---- | ---- | ---- | ---- | ---- | ---- | ---- | ---- | --- | --- | ---- |
| 2008–09      | OKC          | 82   | 65   | 32.5 | .398 | .271 | .815 | 4.9  | 5.3  | 1.3 | .2  | 15.3 |
| 2009–10      | OKC          | 82   | 82   | 34.3 | .418 | .221 | .780 | 4.9  | 8.0  | 1.3 | .4  | 16.1 |
| 2010–11      | OKC          | 82   | 65   | 32.5 | .398 | .330 | .842 | 4.6  | 8.2  | 1.9 | .4  | 21.9 |
| 2011–12      | OKC          | 66   | 66   | 35.3 | .457 | .316 | .823 | 4.6  | 5.5  | 1.7 | .3  | 23.6 |
| 2012–13      | OKC          | 82   | 82   | 34.9 | .438 | .323 | .800 | 5.2  | 7.4  | 1.8 | .3  | 23.2 |
| 2013–14      | OKC          | 46   | 46   | 30.7 | .437 | .318 | .826 | 5.7  | 6.9  | 1.9 | .2  | 21.8 |
| 2014–15      | OKC          | 67   | 67   | 34.4 | .426 | .299 | .835 | 7.3  | 8.6  | 2.1 | .2  | 28.1 |
| 2015–16      | OKC          | 80   | 80   | 34.4 | .454 | .296 | .812 | 7.8  | 10.4 | 2.0 | .3  | 23.5 |
| 2016–17      | OKC          | 81   | 81   | 34.6 | .425 | .343 | .845 | 10.7 | 10.4 | 1.6 | .4  | 31.6 |
| 2017–18      | OKC          | 80   | 80   | 36.4 | .449 | .298 | .737 | 10.1 | 10.3 | 1.8 | .3  | 25.4 |
| 2018–19      | OKC          | 73   | 73   | 36.0 | .428 | .290 | .656 | 11.1 | 10.7 | 1.9 | .5  | 22.9 |
| 2019–20      | HOU          | 57   | 57   | 35.9 | .472 | .258 | .763 | 7.9  | 7.0  | 1.6 | .4  | 27.2 |
| 2020–21      | WAS          | 65   | 65   | 36.4 | .439 | .315 | .656 | 11.5 | 11.7 | 1.4 | .4  | 22.2 |
| 2021–22      | LAL          | 78   | 78   | 34.3 | .444 | .298 | .667 | 7.4  | 7.1  | 1.0 | .3  | 18.5 |
| 2022–23      | LAL          | 52   | 3    | 28.7 | .417 | .296 | .655 | 6.2  | 7.5  | 1.0 | .4  | 15.9 |
| 2022–23      | LAC          | 21   | 21   | 30.2 | .489 | .356 | .658 | 4.9  | 7.6  | 1.1 | .5  | 15.8 |
| 2023–24      | LAC          | 68   | 11   | 22.5 | .454 | .273 | .688 | 5.0  | 4.5  | 1.1 | .3  | 11.1 |
| 2024–25      | DEN          | 75   | 36   | 27.9 | .449 | .323 | .661 | 4.9  | 6.1  | 1.4 | .5  | 13.3 |
| 通算         | 通算         | 1237 | 1075 | 33.3 | .439 | .305 | .772 | 7.0  | 8.0  | 1.6 | .3  | 21.2 |
| オールスター | オールスター | 9    | 2    | 22.5 | .506 | .338 | .588 | 5.2  | 3.8  | 1.4 | .0  | 21.6 |

#### プレーオフ
| シーズン | チーム | GP  | GS  | MPG  | FG%  | 3P%  | FT%  | RPG  | APG  | SPG | BPG | PPG  |
| -------- | ------ | --- | --- | ---- | ---- | ---- | ---- | ---- | ---- | --- | --- | ---- |
| 2010     | OKC    | 6   | 6   | 35.3 | .473 | .417 | .842 | 6.0  | 6.0  | 1.7 | .2  | 20.5 |
| 2011     | OKC    | 17  | 17  | 37.5 | .394 | .292 | .852 | 5.4  | 6.4  | 1.4 | .4  | 23.8 |
| 2012     | OKC    | 20  | 20  | 38.4 | .435 | .277 | .802 | 5.5  | 5.8  | 1.6 | .4  | 23.1 |
| 2013     | OKC    | 2   | 2   | 34.0 | .415 | .222 | .857 | 6.5  | 7.0  | 3.0 | .0  | 24.0 |
| 2014     | OKC    | 19  | 19  | 38.7 | .420 | .280 | .884 | 7.3  | 8.1  | 2.2 | .3  | 26.7 |
| 2016     | OKC    | 18  | 18  | 37.4 | .405 | .324 | .829 | 6.9  | 11.0 | 2.6 | .1  | 26.0 |
| 2017     | OKC    | 5   | 5   | 38.8 | .388 | .265 | .800 | 11.6 | 10.8 | 2.4 | .4  | 37.4 |
| 2018     | OKC    | 6   | 6   | 39.2 | .398 | .357 | .825 | 12.0 | 7.5  | 1.5 | .0  | 29.3 |
| 2019     | OKC    | 5   | 5   | 39.4 | .360 | .324 | .885 | 8.8  | 10.6 | 1.0 | .6  | 22.8 |
| 2020     | HOU    | 8   | 8   | 32.8 | .421 | .242 | .532 | 7.0  | 4.6  | 1.5 | .3  | 17.9 |
| 2021     | WAS    | 5   | 5   | 37.2 | .333 | .250 | .791 | 10.4 | 11.8 | .4  | .2  | 19.0 |
| 2023     | LAC    | 5   | 5   | 38.4 | .410 | .357 | .880 | 7.6  | 7.4  | 1.2 | 1.4 | 23.6 |
| 2024     | LAC    | 6   | 0   | 19.0 | .260 | .235 | .615 | 4.2  | 1.7  | 1.2 | .5  | 6.3  |
| 2025     | DEN    | 13  | 0   | 24.1 | .391 | .317 | .700 | 3.7  | 2.6  | .9  | .1  | 11.7 |
| 通算     | 通算   | 135 | 116 | 35.5 | .405 | .299 | .820 | 6.7  | 7.1  | 1.7 | .3  | 22.5 |

### カレッジ
| シーズン | チーム | GP | GS | MPG  | FG%  | 3P%  | FT%  | RPG | APG | SPG | BPG | PPG  |
| -------- | ------ | -- | -- | ---- | ---- | ---- | ---- | --- | --- | --- | --- | ---- |
| 2006–07  | UCLA   | 36 | 1  | 9.0  | .457 | .409 | .548 | .8  | .7  | .4  | .0  | 3.4  |
| 2007–08  | UCLA   | 39 | 34 | 33.8 | .465 | .338 | .713 | 3.9 | 4.3 | 1.6 | .2  | 12.7 |
| 通算     | 通算   | 75 | 35 | 21.9 | .464 | .354 | .685 | 2.5 | 2.4 | 1.0 | .1  | 8.3  |

## 受賞・記録
NBA
- シーズンMVP：1回（2017）
- NBAオールスターゲーム選出：9回（2011、2012、2013、2015、2016、2017、2018、2019、2020）
- NBAオールスターゲームMVP：2回（2015、2016）
- 得点王：2回（2015、2017）
- アシスト王：3回（2018、2019、2021）
- オールNBAチーム
  - 1stチーム：2016、2017
  - 2ndチーム：2011、2012、2013、2015、2018
  - 3rdチーム：2019、2020
- NBAオールルーキーチーム 1stチーム：2009

### 記録
- レギュラーシーズン通算トリプル・ダブル：202回（歴代1位、2021年5月10日のアトランタ・ホークス戦にてオスカー・ロバートソンの181回を抜き歴代トップとなった。）
- シーズン通算トリプル・ダブル：42回（歴代1位、2016-17）※従来の記録はオスカー・ロバートソンの41
- プレーオフ通算トリプル・ダブル：12回（歴代3位）
- 連続試合トリプル・ダブル：11（歴代1位、2019年1月22日 - 2月14日）※従来の記録はウィルト・チェンバレンの9
- トリプル・ダブル年少記録：20歳110日（当時歴代4位、2009年3月2日）
- ダブル・トリプル・ダブル：1回（史上2人目、2019年4月3日、20得点、20リバウンド、21アシスト）
- プレーオフにおける最多得点トリプル・ダブル：51得点（歴代1位、2017年4月19日）
- 同一試合同一球団トリプル・ダブル：4回（歴代最多）
  - 2019年2月11日、ポール・ジョージと共に、史上8例目
  - 2021年12月28日、レブロン・ジェームズと共に、史上15例目
  - 2024年12月30日、ニコラ・ヨキッチと共に、史上17例目
  - 2025年1月10日、ニコラ・ヨキッチと共に、史上18例目